# Belejringen af Antwerpen
Belejringen af Antwerpen (nederlandsk: Beleg van Antwerpen, fransk: Siège d'Anvers, tysk:  Belagerung von Antwerpen) var et slag mellem tyske og belgiske, britiske og franske armeer omkring den befæstede by Antwerpen under 1. verdenskrig. Tyske tropper belejrede en belgisk garnison af fæstningstropper, den belgiske feltarmé og den britiske Royal Naval Division i Antwerpen-området efter den tyske invasion af Belgien i august 1914. Byen, som var omgivet af forter, der blev kaldt den nationale skanse, blev belejret i syd og øst af tyske styrker. De belgiske styrker i Antwerpen gennemførte tre udfald i slutningen af september og begyndelsen af oktober. Det forstyrrede tyske planer om at sende tropper til Frankrig, hvor der var brug for forstærkninger til at imødegå de franske armeer og det British Expeditionary Force (BEF).
Et tysk bombardement af de belgiske befæstninger med tungt og supertungt artilleri blev indledt den 28. september. Den belgiske garnison havde intet håb om sejr, hvis ikke den blev undsat. Trods den britiske marinedivision 3. oktober gennembrød tyskerne den ydre ring af forter lykkedes det ikke. Da den tyske fremrykning begyndte at stramme sammen om en korridor vestfra til byen langs den hollandske grænse til kysten, gennem hvilken belgierne i Antwerpen havde holdt kontakt med resten af det ubesatte Belgien, indledte den belgiske felthær en tilbagetrækning til kysten. Den 9. oktober overgav den tilbageværende garnison sig, tyskerne besatte byen og nogle britiske og belgiske tropper undslap til Holland mod nord og blev interneret der resten af krigen. Belgiske tropper fra Antwerpen trak sig tilbage til Yser floden, tæt på den franske grænse, og gravede sig ned for at indlede forsvaret af den sidste ubesatte del af Belgien og udkæmpe slaget ved Yser mod den 4. tyske armé i oktober og november 1914. Den belgiske armé holdt ud i området til den i slutningen af 1918 deltog i den allierede befrielse af Belgien.

## Baggrund

### Strategisk sammenhæng
Byen Antwerpen blev forsvaret af talrige forter og andre forsvarsstillinger under ledelse af militærguvernør general Victor Deguise og blev anset for at være uindtagelig. Siden 1880'erne havde belgisk forsvarsplanlægning været baseret på at holde en barriere af forter langs Meuse ved Liege, og der hvor Meuse og Sambre floderne løb sammen ved Namur. Det havde det formål at forhindre franske eller tyske hære i at krydse floden med mulighed for at trække sig tilbage til den nationale skanse ved Antwerpen, som en sidste mulighed til de europæiske stormagter, som garanterede Belgiens neutralitet, kunne intervenere. Den nationale skanse bestod af et dusin ældre forter omkring 5 km fra byen. De var bygget i 1860'erne med en enceinte omkring byen ned mod Schelde mundingen i hver ende og med oversvømmede grøfter omkring enceinten og forterne. Hovedforsvarslinjen bestod af en ring af 21 forter, 10-15 km udenfor byen, som var bygget efter 1882. En gruppe på to forter og tre kystbatterier forsvarede Schelde, og der var forberedt oversvømmelser. Forter bygget ved Liège og Namur ved Meuse var af lignende model for at være "barrierer og brohoveder", en forreste forsvarslinje i tilfælde af en invasion fra øst eller sydøst.

### Tysk invasion
Den 2. august 1914 nægtede Belgiens regering tyske tropper at passere gennem landet til Frankrig, og natten mellem den 3. og 4. august beordrede den belgiske generalstab 3. division til Liège for at obstruere den tyske fremrykning. Tyskland invaderede Belgien om morgenen den 4. august. Dækket af 3. division, fæstningsgarnisonen i Liège, en skærm af kavaleridivisioner og enheder fra Liège og Namur sluttede den belgiske hær op ved floden Geta, og den 4. august havde 1. division samlet sig ved Tienen, 5. division ved Perwez, 2. division ved Leuven og 6. division ved Wavre, hvor de dækkede det centrale og vestlige Belgien og forbindelsen til Antwerpen. Tysk kavaleri dukkede op ved Visé tidligt den 4. august og fandt broen ødelagt og belgiske tropper på vestbredden. Tyskerne fandt et vadested, krydsede floden og tvang belgierne til at trække sig tilbage mod Liège. Samme aften stod det klart for den belgiske overkommando, at 3. division og garnisonen i Liège stod i vejen for en stor invasionsstyrke.
Den 5. august begyndte belejringen af Liège, da tyskerne forsøgte at erobre den befæstede by Liège ved et overraskelsesangreb og derpå forsøgte et natangreb, som brød sammen i forvirring til general Erich Ludendorff fik styr på infanteriet. Ludendorff angreb igen omkring middag den 6. august og stødte ikke på modstand i byen. Den belgiske 3. division var trukket tilbage til Gete, og tyske Jägerenheder (let infanteri) begyndte at rykke nordpå til Diest og Hasselt. Den 12. august angreb tysk kavaleri og Jägere i slaget ved Haelen og blev drevet tilbage efter et ti timer langt slag. Den 17. august havde et stort antal tyske tropper krydset grænsen til Belgien mellem Meuse, Demer og Gete trods de ødelæggelser, som den belgiske hær og den paramilitære Garde Civique havde foretaget. De belgiske stillinger på den højre (sydlige) flanke af Gete var truet af en omgående bevægelse gennem Huy. Den 18. august angreb tyskerne igen og erobrede Halen, gik ind i Tienen og angreb 1. division frontalt på den nordlige flanke. Det afviste 1. division, omend med stort besvær.
Med den viden at fem tyske korps og seks reservekorps var i Belgien og uden støtte fra den franske armé og British Expeditionary Force fik den belgiske felthær ordre til at trække sig tilbage mod Antwerpen om aftenen den 18. august. Den ankom den 20. august uden megen indblanding fra den tyske fortrop, bortset fra en træfning mellem 1. division og det tyske 9. korps ved Tienen, hvor belgierne led tab på 1.630. Bruxelles, den belgiske hovedstad, blev erobret den 20. august samtidig med, at den belgiske felthær ankom ved Antwerpen. Namur faldt den 24. august, samtidig med at felthæren afgik fra Antwerpen mod Bruxelles. Den belgiske regering under Charles de Broqueville forlod Bruxelles og flyttede til Antwerpen for at undgå at blive fanget af tyskerne, som udskilte 3. reservekorps fra 1. armé til at dække byen fra stillinger på begge sider af Dyle-kanalen. En brigade fra 4. reservekorps blev sendt ind for at besætte Bruxelles. 9. reservekorps fik ordre til at rykke til Antwerpen den 22. august.

## Optakt

### Den tyske angrebsplan
Som led i Alfred von Schlieffens og senere von Moltkes plan mellem 1898 og 1914, var der en plan om at isolere Antwerpen for at imødegå muligheden af, at belgiske styrker forstærket med britiske kunne true de tyske armeers nordflanke under invasionen af Frankrig. Planen forudså indsættelse af 11 divisioner fra syv reservekorps øst for den nationale skanse, hvor oversvømmelser var umulige. I 1914 blev belejringen udført af kun seks divisioner, hvoraf en måtte bruges til at bevogte Liège–Bruxelles jernbanen mellem Tienen og Bruxelles og området mellem Bruxelles og Antwerpen. Beseler opgav førkrigsplanen og gennemførte et angreb fra syd for Antwerpen mod forterne Walem, Sint-Katelijne-Waver og derpå en udvidelse nordpå i området ved forterne ved Koningshooikt, Lier, Kessel, fire mellemværker, floden Nete og en oversvømmelse omkring 400 meter bred. 6. og 5. reserve marine og 4. Ersatz Division tvang belgiske forposter 6-8 km tilbage den 28. september og dannede en dækningslinje fra Nete til Schelde ved Mechelen. Bag dækningslinjen blev der opstillet belejringsartilleri øst og syd for Mechelen, klar til at indlede et bombardement af forterne Sint-Katelijne-Waver og Walem og Dorpveld, og Bosbeek-skanserne nordøst for Sint-Katelijne-Waver blev angrebet med 20 cm morterer og feltforsvaret mellem forterne, Nete broerne og Antwerpen vandstillingerne nord for Walem blev bombarderet af andre svære kanoner.

### Belgiske forsvarsforberedelser
Belgiske ingeniører havde arbejdet med at bygge forsvarsstillinger omkring Antwerpen siden begyndelsen af krigen, og stillinger mellem forterne var blevet opført, oversvømmelser etableret og forterrænnet ryddet for forhindringer. Rydningerne viste sig uheldige, da det gjorde forterne synlige. Skyttegrave kunne kun graves en meter dybe på grund af det høje grundvandsspejl og havde ingen overdækning. Under den tyske fremrykning til Mechelen besatte den belgiske armé den 4. sektor mellem 3. sektor og Schelde, kun lette styrker holdt 3. sektor og 4. division holdt sektoren omkring Dendermonde. 1. og 2. division blev sendt til 3. sektor og 5. division lå i reserve bag dem.

## Belejringen

### Første udfald, 24.–26. august
Den belgiske hær foretog et første udfald fra Antwerpen for at hjælpe franske og britiske tropper, der var i kamp ved Sambre og ved Mons kanalen. Operationen havde til formål at distrahere 3. og 9. reservekorps, som observerede Antwerpen og afskære tysk kommunikation gennem Leuven og Bruxelles. Efter rekognoscering den 24. august rykkede fire divisioner sydpå fra Mechelen næste dag. Det efterlod en division infanteri og kavaleridivisionen i reserve. Udfaldet blev stoppet den 26. august efter efterretning om, at briterne og franskmændene havde trukket sig tilbage, og at Joseph Joffre, den øverstkommanderende for den franske armé, ikke havde til hensigt at angribe med det samme. De belgiske styrker vendte tilbage til Antwerpen. Natten mellem den 25. og 26. august blev byen bombarderet af tyske Zeppeliner luftskibe. Ti belgiske civile blev dræbt, men bombardementet slog fejl med hensyn til at undergrave moralen i garnisonen. Den 27. førte rapporter til tyske overkommando OHL til at von Moltke troede, at den belgiske armé havde mistet sin offensive kapacitet og beordrede brigaden fra 4. reservekorps i Bruxelles til at rykke sydpå og slutte sig til korpset ved Péronne. Den 2. september rapporterede tyske efterretningskilder i Bruxelles at ca. 40.000 britiske tropper var gået i land ved Ostende, havde besat kysten vestpå til Boulogne og forstærkede den belgiske armé i Antwerpen. Beseler angreb den 4. september med tre divisioner på hver side af Schelde mod Termonde og erobrede fæstninger og sprængte broerne mod nord.

### Andet udfald, 9.–13. september
Efter afslutningen af det første udfald sluttede den belgiske felthær sig til fæstningstropperne og forbedrede forsvaret mellem forterne, mens de tyske belejrere konsoliderede deres stillinger på den øst-vestlige linje 13 nord for Bruxelles og 6-8 km fra de ydre forter. Den 31. august fik Beseler ansvar for at de tyske styrker var i sikkerhed mod undsætningsforsøg vestfra. Landsturm bataljoner blev overført fra den Generalgouverneur, som var udpeget til at administrere det besatte Belgien, feltmarskal Von der Goltz og en division fra det tyske marinekorps blev beordret til området. Den 1. september fik belgierne besked om, at tyskerne var i færd med at forberede en fremrykning mod den belgiske vestlige flanke ved Schelde ved Dendermonde. De belgiske hærledere havde modtaget rapporter om at 9. tyske reservekorps og 6. division fra 3. reservekorps var ved at blive afløst af Marine divisionen og Landwehr tropper. Tyskerne havde modtaget rapporter fra agenter om et nært forestående udfald fra Antwerpen, troppekoncentrationer i det vestlige Belgien og det nordlige Frankrig og ankomsten af britiske tropper til Ostende. Med koncentrationen af flere tropper og Landsturm ved Bruxelles i gang forårsagede rapporterne ingen alarm.
Den belgiske hærledelse mente at det tyske angreb den 4. september var en finte og begyndte at planlægge et nyt udfald for at tilskynde tyskerne til at tilbagekalde de tropper, som blev overført til Frankrig og afbryde tyske forbindelseslinjer i det centrale Belgien. Tyske troppetilbagetrækninger blev set mellem 5. og 7. september. Et frontalt angreb blev anset for umuligt i batragtning af omfanget af tyske skyttegrave, men et angreb mod den østlige flanke blev anset for muligt. To divisioner skulle blive inde i stillingerne ved Antwerpen, mens tre divisioner og kavaleri skulle angribe mod Aarschot. Vigtige overgange over Demer og Dyle floden blev hurtigt taget, Aarschot blev erobret den 10. september, kavaleriet nåede byen Leuven. Den tyske 6. reservedisivion og 9. reservekorps blev kaldt tilbage til regionen, hvor de sluttede sig til 30. division fra 15. korps fra Alsace, som foretog operationer mod udfaldet mellem 10. og 13. september omkring Bruxelles. Den belgiske fremrykning blev stoppet og hæren trak sig tilbage til Antwerpen den 13. september.

### Tredje udfald, 26.–27. september
Den tyske koncentration af tropper på den sydøstlige side af linjen havde efterladt et hul mod nord fra Dender til den hollandske grænse. Hullet strakte sig omkring 20 km fra der hvor Dender løber ud i Schelde floden ved Dendermonde, og herigennem holdt forsvarerne i Antwerpen kontakt med det vestlige Belgien og de allierede styrker, som opererede ved kysten og i Nordfrankrig. Efter belejringen af Maubeuge i Frankrig blev det super-tunge tyske artilleri flyttet til Antwerpen, der ligesom Liège og Namur ikke ville kunne holdes, med mindre den blev indføjet i den allierede hovedfrontlinje, ligesom de befæstede områder ved Verdun og Belfort i Frankrig. Den 25. september anmodede den franske generalstab om et nyt udfald fra Antwerpen, og den belgiske generalstab begyndte at planlægge en ny operation. Tegn på tyske forberedelser til et generalangreb på Antwerpen betød, at de styrker som kunne deltage i udfaldet blev færre. 5. division, dele af 4. division og kavaleridivisionen, som holdt stillingerne på den vestlige side af den nationale skanse ved Dendermonde og Waasland, angreb tyske tropper, som rykkede vestpå fra Aalst. Selv om det lykkedes det at komme et lidt stykke frem, førte et modangreb fra 37. Landwehr brigade støttet af artilleri, til at angrebet blev opgivet. Den 28. september begyndte det tyske bombardement af Antwerpen fæstningen.

## Slaget

### Bombardement
Det tyske bombardement begyndte den 28. september. Det tyske belejringsskyts blev styret af observationsballoner til at ramme kanonplaceringer, flankestillinger og magasiner, som var de vigtigste dele af forterne, og havde kl. 18 den følgende dag med ekstraordinær præcision gjort for Sint-Katelijne-Waver umuligt at hold og forårsaget omfattende ødelæggelser på fort Walem. Forberedelser til at evakuere den belgiske armé til Ostende blev indledt af den belgiske hærs hovedkvarter den 29. september og sårede, rekrutter, utrænede soldater, krigsfanger, transportmidler, udstyr, ammunition og industrimaskiner blev gradvis flyttet væk fra Antwerpen. Vejen ud af byen krydsede Schelde på to smalle pontonbroer i byens centrum og ved Burcht. Tog måtte køre sydpå langs den højre bred, krydse Rupel nær tyske infanteristillinger kun 9 km fra belejringsartilleriet ved Mechelenog derpå krydse jernbanebroen ved Temse 19 km borte. Fra 29. september til 7. oktober kørte der tog uden lanterner om natten uden at møde modstand. 4. division samledes ved Dendermonde, hvor et tysk angreb var ventet, og kavaleridivisionen bevogtede flodlinjen for at beskytte flugtruten mellem Dendre og kysten. Tidligt den 29. september informerede den belgiske premierminister, Charles de Broqueville, briterne, at hvis alle de ydre forter gik tabt, ville regeringen og felthæren på 65.000 mand trække sig tilbage til Ostende og overlade det til de 80.000 fæstningstropper at holde Antwerpen så længe som muligt. Den næste dag appellerede de Broqueville formelt til den britiske og den franske regering om hjælp.

### Tyske angreb
Den 1. oktober begyndte det tyske angreb på forterne Sint-Katelijne-Waver, Walem og Bosbeek og Dorpveld skanserne af 5. reserve og marine divisionen. Klokken 11 var fort Walem blev alvorligt beskadiget og fort Lier var blevet ramt af en 41 cm granat, fort Koningshooikt og Tallabert og Bosbeek skanserne var stort set ubeskadigede og det mellemliggende område mellem Fort Sint-Katelijne-Waver og Dorpveld skansen bar blevet erobret. Et modangreb var slået fejl og 4. division var blevet reduceret til 4.800 infanterister. De belgiske hærførere beordrede den venstre fløj af hæren til at trække sig tilbage til en forsvarslinje nord for Nete, som dækkede hullet i den ydre forsvarslinje og holdt byen udenfor rækkevidde af det tyske super-svære artilleri. Proklamationer, som advarede indbyggerne om at kong Albert 1. og hans regering ville forlade Antwerpen, blev sat op i løbet af dagen.
Fort Sint-Katelijne-Waver og Dorpveld skansen blev taget i løbet af natten mellem 1. og 2. oktober, men Walem og Bosbeek skansen blev ikke erobret før om eftermiddagen den 2. oktober, efter at alle disponible tyske kanoner var blev brugt til at bombardere dem. Tysk bombardement af kanonstillinger, ødelæggelse af magasiner og knaphed på belgisk ammunition førte til at fortene Walem og Koningshooikt faldt i hænderne på tyskerne og til at de resterende stillinger i 3. sektor blev evakueret eller overgav sig - bortset fra Duffel skansen. Den belgiske 2. division på den østlige side af 3. sektor begyndte at trække sig tilbage over Nete ved middag og en time senere begyndte 1. division at trække sig tilbage til en ufærdig mellemstilling fra Rumst 3 km nordvest for fort Walem til Duffel og Lisp, 1½ km ovenfor Lier, som havde brohoveder ved Duffel, Anderstad og Lier. 2. division blev afløst af 5. division og overgik til reserven. Tyskerne gjorde ingen forsøg på forfølgelse under tilbagetrækningen, trods det at oversvømmelsen på den sydlige bred af Nete kun var 20-30 cm dyb og patruljer rapporterede at intet forsøg var blevet gjort på at afskære retræteruten fra Antwerpen.
Duffel-skansen blev evakueret den 3. oktober efter at garnisonen var løbet tør for ammunition og den tyske artilleribeskydning skiftede over til fort Kessel på flanken af indbruddet. Den næste dag begyndte det super-svære artilleri at bombardere fortet, hvilket tvang garnisonen til at opgive fortet og tyske forberedelser til et angreb mod linjen ved Nete blev foretaget overfor Lier der hvor Grote og Kleine Nete mødes ved Duffel. Den britiske marinebrigade ankom overfor Lier i rekvirerede London busser den 4. oktober og besatte en stilling omkring den nordlige udkant af Lier, som viste sig at være sektioner af en lav grøft mellem hække, med en pigtrådsforhindring foran. Der foregik nogen forpostfægtninger i byen, og stillingen blev bombarderet af tysk artilleri, som briterne kun kunne svare igen på fra et pansret tog. Tyske angreb mellem Grote og Kleine Nete tvang forsvarerne tilbage og overskred Dendre. Der blev gjort forsøg på at krydse Schelde ved Schoonaarde og Dendermonde.
Ved daggry den 5. oktober krydsede to betaljoner af det tyske 26. reserveregiment Nete ved Anderstad gården 1½ km syd nedenfor Lier, under dækning af beskydning fra siden fra udkanten af Lier, ved hjælp af en træbro, som var bygget i et vandløb i nærheden. Overgangsstedet var skjult af bevoksning og de to betaljoner kunne holde flodbredden indtil det blev mørkt, hvor yderligere to bataljoner krydsede floden. Angreb ved Lier havde ført til erobring af byen op til linjen ved Kleine Nete og i flanken havde det nået linjen af oversvømmelser. Tysk artilleri indledte et bombardement af fort Broechem mod nord, og det blev ødelagt og evakueret den 6. oktober. De belgiske hærledere besluttede at fortsætte forsvaret af Antwerpen, da den tyske fremrykning ikke havde bragt de indre forter og byen indenfor skudvidde af det tunge tyske artilleri. Ordrer om et modangreb mod de tyske bataljoner på nordbredden blev ikke udstedt før kl. 1.15 den 6. oktober og nåede ikke frem i tide til alle de belgiske og britiske enheder i området. Angreb, som blev gennemført på lokalt initiativ af nogle belgiske enheder, som generobrede noget område inden de blev slået tilbage. Forsvarerne trak sig tilbage til en anden ufærdig stilling halvvejs mellem Nete og de indre forter fra Vremde 8 km sydøst for centrum af Antwerpen til vejen mellem Lier og Antwerpen og derpå sydvest på omkring Kontich i løbet af dagen. Marinebrigaden rykkede til skyttegrave nord for Lier–Antwerpen vejen under kommando af den 2. belgiske division.
På den vestlige flanke ved Dendermonde ved Schelde, 29 km syd for Antwerpen blev Landwehr Brigade 37 forstærket med Reserve Ersatz Brigade 1 og forsøgte at krydse floden fra 5.-6. oktober ved Schoonaarde, Dendermonde og Baasrode, 5 km nede ad floden, men blev slået tilbage. Om eftermiddagen den 6. oktober holdt 3. og 6. division stadig fast foran de ydre forter mellem fort Walem og Schelde sydvest for Antwerpen og videre mod vest, men i syd og sydøst havde det tyske angreb nået en linje under 8-10 km fra byen, der ville være indenfor skudafstand af de tyske kanoner, så snart de blev bragt over Nete. 6. division blev rykket gennem Temse for at forstærke 4. division og kavaleridivisionen, som bevogtede flugtkorridoren mod vest. To britiske flåde brigader var ankommet den 6. oktober for at forstærke marinebrigaderne, men blev i stedet sendt afsted til fort 1-8 i den indre ring, hvor skyttegravene igen viste sig at være lave og jorden ryddet 450 meter frem, hvilket gjorde dem let genkendelige for de tyske artilleriobservatører.
I det nordlige Frankrig havde tyske tropper været involveret i gensidige omringningsforsøg fra Aisne og nordpå siden september og var nået til Arras. Lens blev erobret af 1. bayerske reservekorps den 5. oktober. Tre tyske kavalerikorps havde forsøgt en ny omringning mod nord og 4. kavalerikorps var nået til Zwartberg og Mont des Cats nær Ypres. Den tyske hærs fremrykning truede med at spærre den vestlige retræterute for den belgiske hær ud af Antwerpen. Den 6. oktober førte diskussioner mellem briterne og belgierne til en beslutning om at trække felthæren tilbage til den vestlige bred af Schelde, hvor den kunne holde forbindelse til en undsætningsstyrke, og undgå at blive fanget på østbredden. Om natten mellem den 6. og 7. oktober krydsede 1., 3. og 5. division floden og sluttede sig til kavaleriet, 4. og 6. division mens de otte forter i den indre ring blev overtaget af fæstningstropper. Forbindelsesskyttegraver mellem fort 2 og 7 blev besat af to britiske flådebrigader og 4. og 7. fæstningsregiment med den belgiske 2. division og den britiske marinebrigade i reserve. De britiske styrker under ledelse af generalmajor Archibald Paris blev af marineminister Winston Churchill beordret til at fortsætte forsvar så længe som muligt, og være parat til at krydse over til vestbredden frem for at deltage i en overgivelse.
Tidligt om morgenen den 7. oktober krydsede to bataljoner af Landwehr Regiment 37 Schelde ved Schoonaerde i både i tyk tåge. Den belgiske 6. division foretog flere modangreb, som blev slået tilbage og en bro blev bygget inden aften, hvorover resten af regimentet krydsede. Bredden af retræteruten fra Antwerpen var blevet reduceret til under 19 km i bredden, hvilket fik de belgiske hærledere til at beordre felthæren til at trække sig tilbage bag Terneuzen kanalen, som løb fra Gent og nordpå til den hollandske grænse. 1. og 5. division, som havde haft de største tab, og en brigade fra 3. og fra 6. division trak sig først tilbage, og de resterende styrker i Antwerpen - undtagen 2. division dannede en flankedælkning ved Schelde og Durme. Den belgiske hærs hovedkvarter flyttede til Zelzate 40 km længere mod vest. En improviseret belgisk brigade lå ved Gent og britiske tropper i området blev anmodet om at rykke til Gent, efter at en tysk kavaleridivision blev rapporteret i nærheden af Kruishoutem 19 km mod sydvest. Senere på dagen trængte tyske tropper ind i fort Broechem og Massenhoven skansen mod nord uden at møde modstand, hvilket udvidede hullet i fæstningsringen omkring Antwerpen til 22 km og begyndte at flytte det supertunge artilleri over Nete, hvilket varede indtil den 8. oktober. Kl. 23.25 den 7. oktober begyndte tyske 15 cm haubitser at bombardere byen.
Om aftenen den 7. oktober holdt den belgiske 2. division, den britiske flådedivision og fæstningsgarnisonen en linje bestående af de indre forter ved Antwerpen. Den belgiske felthær var på vej vestpå mellem Gent og kysten, en fransk flådebrigade var på vej til Gent den 7. britiske division var samlet ved Brügge. Længere mod vest i et 80 km bredt hul sydvest for Gent dækkede allieret kavaleri området mellem Lens og Hazebrouck mod tre tyske kavaleridivisioner, som følte sig frem mod vest. Den 8. oktober blev Landwehr Brigade 37 forstærket ved Antwerpen med den bayerske Landwehr Brigade 1 og Ersatz Brigade 9 fra 4. Ersatz Division, som blev afløst af Marine Divisionen. Det tyske angreb trængte 13 frem, hvilket var nær Lokeren og også 13 km fra den hollandske grænse. Tysk luftrekognoscering havde rapporteret, at vejene vest for Antwerpen var ryddede og at mange folk var på vej nordpå mod grænsen, hvilket blev antaget at betyde, at den belgiske hær ikke forsøgte at undslippe mod vest. Den belgiske hærledelse forventede at trække 1. og 5. division tilbage med jernbanen, men mangel på rullende materiel førte til at de fleste tropper fulgte vejen, mens 2. division blev i Antwerpen. 3. division var ved Lokeren, 4. og 6. division var på hver sin flanke og kavaleridivisionen var mod vest, hvor den dækkede jernbanen til Gent.

### Belgisk tilbagetrækning
4. og 6. division begyndte at trække sig tilbage i løbet af dagen, selv om de blev forsinket af den tyske fremrykning til Lokeren i løbet af natten mellem den 8. og 9. oktober, og hovedparten af felthæren rykkede vest for Gent–Zelzate kanalen, med bagtroppe fra Loochristy og nordpå. Den 4. brigade rykkede til Gent hvortil franske Fusiliers Marins ankom om morgenen. Den britiske 7. division rykkede fra Brügge til Ostende for at dække landgangen af 3. kavaleridivision, som begyndte at ankomme den 8. oktober. Om natten mellem 8. og 9. division var den belgiske felthær undsluppet fra Ostende og var samlet nordvest for Gent, der var garnisoneret med tre allierede brigader. Ved ostende 60 km fra Gent lå den 7. britiske og den 3. kavaleridivision. Ved Lokeren var det tyske angreb på Antwerpen begyndt at lukke flugtvejen og ved Antwerpen var tungt tysk artilleri blevet flyttet over Nete og var begyndt at bombardere for 3-5 i den indre ring om byen, hvor brande ikke kunne slukkes efter at vandværkerne var blevet ramt. Porte i fæstningsvolden i enceinten der hvor der var broer over de våde grøfter blev også bombarderet. Beskydningen af fort 3-5 gjorde ikke de store skader, men fort 1 og 2, som vendte mod øst, blev angrebet af Landwehr Brigade 26 for at omgå forterne 8–5, som vendte mod syd og afskære garnisonerne. Fejlagtige rapporter til de belgiske og britiske hærledere før daggry den 8. oktober om at fort 1, 2 og 4 var faldet, førte til en beslutning om at hvis de ikke blev generobret skulle den indre fæstningsring opgives ved aftenstid, og forsvarerne trækkes tilbage til byens fæstningsvolde, som var jordskanser med tilflugtrum underneden og havde caponierer, som stak ud i flankerne med voldgrave, som var 55 meter brede og 3-5 meter dybe foran sig.
Hærlederne besluttede at fortsætte forsvaret af Antwerpen med garnisonstropper og flytte den 2. belgiske division og de britiske tropper over Schelde, da de fejlagtige rapporter blev korrigeret og det blev besluttet at hvis forterne 1 og 2 gik tab skulle den britiske flådedivision trække sig tilbage til aften. Nyheder ankom om at forterne var faldet kl. 17 og ordrer blev sendt til den belgiske 2. division og briterne om at trække sig tilbage. Den belgiske division trak sig trinvis tilbage mellem kl. 18.30 og 20 og krydsede Schelde kl. 23.30. Briterne begyndte at trække sig tilbage kl. 19, men ordrer nåede ikke frem til første flådebrigade, hvoraf kun 1 bataljon trak sig tilbage. Kl. 21.30 blev fejltagelsen opdaget og resten af divisionen begyndte at krydse floden fra 22-23.30 og rykkede langs med den hollandske grænse. 1. flådebrigade nåede Schelde ved midnat, blot for at opdage at broerne var ved at blive sprængt og var under tysk bombardement. Tropperne krydsede floden i pramme og både og marcherede afsted til et mødepunkt ved Zwijndrecht, som blev nået kl. 4 den 9. oktober. Briterne fortsatte til Sint-Gillis-Waas, hvor der kom meddelelse om at tyskerne havde afbrudt jernbanen ved Moerbeke. Den britiske leder Commodore Henderson, besluttede at fortsætte mod den hollandske grænse i nord og kl. 22 blev ca. 1.500 mand, halvdelen af den oprindelige styrke, interneret mens omkring 40 strejfere havde held til at snige sig langs grænsen og undslippe.
De britiske styrker i Belgien fik instruks den 8. oktober om at række tilbagetrækningen af belgierne og briterne fra Antwerpen til Gent, Zelzate, Ostend, Torhout og Diksmuide og derpå slutte sig til den venstre flanke af BEF, mens den rykkede ind i Flandern. Den 9. oktober rykkede det meste af 7. division afsted for at slutte sig sig til de franske og belgiske styrker i Gent, da 3. kavaleridivision og resterne af 7. division samledes ved Brügge. Den 87. franske territorial division fik ordre til at stoppe sin fremrykning til Antwerpen ved Poperinghe. De britiske styrker kom under kommando af BEF som 4. korps sammen med 8.division, da den ankom fra England den 11. november. BEF's 2. korps var ved at samles ved Abbeville og Rawlinson, chefen for det nye 4. korps, fik instruks om at holde ud ved Gent så længe som muligt. Tilbagetrækningen fra Antwerpen fortsatte tilfredsstillende, og ingen tyske tropper blev set vest for Aalst, 24 km sydøst for Gent. En tysk styrke, som blev mødt ved Melle, 6 km fra Gent om natten mellem 9. og 10. oktober blev slået tilbage med mange tab af de franske marinesoldater.
En konference mellem belgierne, franskmændene og briterne ved Ostende den 10. oktober besluttede at holde Gent da den belgiske felthær fortsatte sin tilbagetrækning. Om aftenen var den 1., 3. og 4. division ved Ostende, 5. og 6. division var ved Torhout og Diksmuide og garnisonstropperne fra Antwerpen var i et område nordvest for Gent. De tyske belejrere havde ikke opdaget tilbagetrækningen og den 4. Ersatz Division og Landwehr tropperne ved Lokeren og Moerbeke drejde mod øst i retning af byen, inden tilbagetrækningen blev opdaget. 3. reservekorps og 4. Ersatz Division fik herefter ordre om at dreje mod vest og rykke frem til Kortrijk for at forlænge den tyske hovedfront inden de blev sendt mod Gent og Brügge med ordre om at nå Blankenberge og Ostende ved kysten. Den 11. oktober blev tyske tropper opdaget på vej mod Gent, men på dette tidspunkt havde de belgiske fæstningstropper sluttet sig til felthæren og en trinvis tilbagetrækning fra Gent fra kl. 15-22 var begyndt, hvorefter de tyske tropper gik ind i byen. Adskillige broer blev ødelagt under tilbagetrækningen, selv om mængder af civile på hovedvejen og jernbanebroerne førte til at disse ikke blev ødelagt.

### Kapitulation
Tidligt om morgenen den 9. oktober opdagede tyske tropper, at fortene i den indre ring var tomme. Beseler stoppede bombardementet og bad militærguvernøren, general Deguise, om at overgive sig. Da tyske parlamentærer nærmede sig Antwerpen, nåede fire civile repræsentanter, heriblandt borgmesteren, Jan De Vos, frem til Beseler ved Kontich, for at anmode om at bombardementet af byen blev stoppet. I løbet af eftermiddagen underskrev de civile repræsentanter under trussel om genoptagelse af bombardementet kapitulationen og de befæstninger, som stadig holdt ud.
Om morgenen den 10. oktober, da militærguvernørens stabschef mødte op med fuldmagt til at diskutere overgivelse, blev han mødt af et fait accompli og måtte tiltræde de betingelser, som allerede var accepteret. De sidste omkring 30.000 mand i Antwerpen garnisonen overgav sig, og byen blev besat af tyske tropper til november 1918. 33.000 soldater fra garnisonen flygtede nordpå til Holland, hvor de blev interneret under resten af krigen så langt som muligt fra den belgiske grænse af frygt for at kompromittere Hollands neutralitet. Omkring 1 million civile flygtninge søgte i 1914 til Storbritannien, Holland og Frankrig. De fleste vendte tilbage efter belejringen, men et betydeligt antal af flygtningene blev i Holland efter 1918.

## Efterspil

### Analyse
I History of the Great War, den officielle britiske beretning om 1. verdenskrig skrev J. E. Edmonds at operationerne for at redde Antwerpen var slået fejl, men at modstanden fra forsvarerne efter at de ydre forter var ødelagt forsinkede tyske tropper da der var brug for dem i operationer mod Ypres og i kapløbet mod kysten. Ostende og Zeebrugge blev erobret uden modstand, men længere mod vest blev Nieuport og Dunkerque holdt af de allierede, som forhindrede det sidste tyske forsøg på at omgå de allieredes nordflanke. Tropperne fra Antwerpen var der også brug for til at dække fremrykningen af fire tyske korps mod Ypres, hvilket forårsagede forsinkelser af alle tyske manøvrer i nord. Edmonds skrev, at det havde været en fejl at antage at 2. rangs tropper var tilstrækkelige til at holde befæstningerne og at moralen blandt rekrutter og gamle reservister, når de blev udsat for kraftig artilleribeskydning, som knuste "uigennemtrængelige" stillinger, mens felthæren trak sig tilbage i sikkerhed havde en ødelæggende effekt på moralen, som kun kunne modstås af førsteklasses tropper. En stor mængde ammunition og mange af de 2.500 kanoner ved Antwerpen blev erobret intakte af den tyske hær. De omkring 80.000 overlevende i den belgiske felthær undslap vestpå, sammen med det meste af den britiske flådedivision. Briterne havde 57 dræbte, 138 sårede, 1.479 internerede og 936 tilfangetagne.

### Efterfølgende operationer
De belgiske stryrker, som var undsluppet fra Antwerpen havde været i kamp i to måneder, og kongen planlagde at trække dem tilbage til vest for en linje fra St Omer–Calais for at udhvile hæren, optage rekrutter og træne erstatningsstyrker, men blev overtalt til at samle hæren i en linje fra Dixmude og nordpå til havnen Nieuport og Furnes 8 km sydvest for havnen for at fastholde dem på belgisk område. Den belgiske hær fortsatte sin tilbagetrækning den 11. og 12. oktober dækket af den oprindelige kavaleridivision og en ny, som var blevet dannet af divisionskavaleri sammen med cyklister og motoriserede maskingeværsektioner. Den 14. oktober begyndte den belgiske hær at gå i stilling langs Yser, 6. og 5. division nord for franske territorial divisioner fra Boesinghe, langs Yser-kanalen til Dixmude, hvor franske marinere havde etableret et brohoved dækket af artilleri fra den belgiske 3. division, mens resten af divisionen lå i reserve ved Lampernisse mod vest. 4., 1. og 2. division forlængede linjen nordpå med fremskudte poster ved Beerst, Keyem, Schoore og Mannekensvere, omkring 1½ km fremme på østbredden. Et brohoved blev også holdt nær kysten omkring Lombartzyde og Westende for at dække Nieuport, med 2. kavaleridivision i reserve. Den 18. oktober begyndte det tyske 3. reservekorps fra Antwerpen operationer mod de belgiske forposter på den østlige bred fra Dixmude til havet i slaget ved Yser (16.–31. oktober).
De allierede styrker omkring Gent trak sig tilbage, da de tyske styrker nærmede sig den 11. oktober. Den britiske 7. division rykkede til Aeltre 16 km vestpå, hvor de fik forbindelse med britiske enheder, der var rykket ind i landet fra Brügge og begyndte at rykke mod Ypres. Sydflanken blev dækket af 3. kavaleridivision, som var rykket fra Thourout til Roulers og den franske Fusiliers Marins-brigade rykkede til Dixmude. Ved Thielt blev den 7. divisions kommandant, general Capper, om natten mellem 12. og 13. oktober informeret om, at det tyske kavaleri i nærheden af Hazebrouck havde trukket sig tilbage, da det britiske 2. korps nærmede sig, og efterladt landet vest for 7. division uden tyske styrker. Divisionen nåede Roulers den 13.-14. oktober, mødte BEF kavaleri ved Kemmel og fik forbindelse til den franske 87. territorialdivision omkring Ypres. Det tyske 4. kavaleri korps var rykket sydpå fire dage tidligere, bortset fra adskillige Ulaner, som blev forstyrret af en gruppe, som arrangerede indkvartering og blev taget til fange af 10. Hussars.
Den 18. oktober havde belgiske, britiske og franske tropper i det nordlige Frankrig og Belgien dannet en linje med BEF's 2. korps i stilling med 5. division fra La Bassée kanalen nordpå til Beau Puits, 3. division fra Illies til Aubers og tre divisioner fra det franske kavalerikorps under general Conneau i stilling fra Fromelles til Le Maisnil. BEF's 3. korps med 6. division fra Radinghem til Epinette og 4. division fra Epinette til Pont Rouge, BEF's kavalerikorps med 1. og 2. kavaleridivision fra Deulemont til Tenbrielen, BEF 4. korps med 7. division og 3. kavaleridivision fra Zandvoorde til Oostnieuwkirke, den franske Groupe Bidon og de Mitry kavalerikorpset fra Roulers til Cortemarck, de franske 87. og 89. territoriale divisioner fra Passchendaele til Boesinghe og derpå den belgiske felthær og fæstningstropper fra Boesinghe til Nieuport (inklusiv Fusilier Marin brigaden ved Dixmude). Slaget om Yser begyndte den 16. oktober.

## Fodnoter
1. ↑  I 1915 blev den belgisk-hollandske grænse udstyret med et elektrisk hegn, som blev opført af tyskerne. Det blev kendt som Dodendraad.
2. ↑  Den tyske belejringskolonne bestod af fire 42 cm Dicke Bertha haubitser (ikke at forveksle med den senere Paris-Geschütz), fire østrigske 20,5 cm haubits, fem  30,5 cm Skoda belejringsmorterer fire østrigske 30 cm morterer, 48 21 cm morterer, 72 15 cm haubits og 40 10-13 cm kanoner.[15]
3. ↑  Overførslen af tropper, som var på vej sydpå fra Belgien og af 30. division havde ingen effekt på slaget ved Marne da den tyske tilbagetrækning var begyndt den 9. september, men de fremrykkede tropper i enhederne fra Belgien nåede Aisne den 14. september og Oise den 16. september, hvor de blev imødegået af allierede modangreb ved Aisne.[25]
4. ↑  De britiske tropper blev interneret ved Groningen og belgierne blev indkvarteret ved Zeist, Gaasterland, Amersfoort og Oldebroek. De internerede blev beskæftiget i forskellige industrier. Tyskere som overskred grænsen blev interneret i Bergen.[46]

## Yderligere læsning
Bøger
- Dossin, É. (1919). La défense d'Anvers en 1914 (fransk). Brussels: Lamertin. OCLC 123261233. Hentet 19. december 2014.
- Edmonds, J. E. (1922). Military Operations France and Belgium, 1914: Mons, the Retreat to the Seine, the Marne and the Aisne August–October 1914 (PDF). History of the Great War Based on Official Documents by Direction of the Historical Section of the Committee of Imperial Defence. Vol. I (1st udgave). London: Macmillan. OCLC 58962523. Hentet 4. januar 2014.
- Sellers, L. (1995). The Hood Battalion: Royal Naval Division, Antwerp, Gallipoli, France 1914–1918 (Pen & Sword Select Edition 2003 udgave). London: Leo Cooper. ISBN 0-85052-386-9.
- Van der Essen, L. J. (1917). The Invasion and the War in Belgium From Liège to the Yser (PDF). London: T. F. Unwin. OCLC 800487618. Hentet 4. januar 2014.

Websider
- Vermeulen, J. (2000). "Belgian Fronts". De versterkte stelling Antwerpen (nederlandsk). Arkiveret fra originalen 7. maj 2013. Hentet 10. januar 2014.

## Eksterne kilder
- Wikimedia Commons har flere filer relateret til Belejringen af Antwerpen
- 42-cm. Morter: Fact and Fancy (1922) Arkiveret 4. marts 2016 hos  Wayback Machine (engelsk)
- Officiel tysk historie, situationskort august 1914 OÖLB (engelsk)
- Officiel tysk historie, situationskort september 1914 OÖLB (engelsk)
- Belgiske slagorden (engelsk)
- Belejringen af Antwerpen, 1914 (engelsk)
- Tredje slag om Antwerpen, 1.–10. oktober 1914 (engelsk)